# Kenesaw
Kenesaw é uma vila localizada no estado americano de Nebraska, no Condado de Adams.

## Demografia
Segundo o censo americano de 2000, a sua população era de 873 habitantes.
Em 2006, foi estimada uma população de 943, um aumento de 70 (8.0%).

## Geografia
De acordo com o United States Census Bureau, a localidade tem uma área de 2,2 km², sem área coberta por água.

## Localidades na vizinhança
O diagrama seguinte representa as localidades num raio de 20 km ao redor de Kenesaw.